# Les Amours difficiles
Pour plus de détails, voir Fiche technique et Distribution.
Les Amours difficiles (titre original : L'amore difficile) est un film italien réalisé par Alberto Bonucci, Luciano Lucignani, Nino Manfredi et Sergio Sollima, sorti en 1962.

## Synopsis
Le film se compose de quatre épisodes basés sur des histoires courtes des romanciers italiens Mario Soldati (Il serpente), Alberto Moravia (L'avaro), Italo Calvino (L'avventura di un soldato) et Ercole Patti (Le donne) et abordent les thèmes de l'amour et de trahison ,

## Fiche technique
- Titre original : L'amore difficile
- Titre français : Les Amours difficiles
- Réalisation : Alberto Bonucci, Luciano Lucignani, Nino Manfredi et Sergio Sollima
- Scénario : Italo Calvino, Fabio Carpi,Sandro Continenza, Renato Mainardi, Nino Manfredi, Alberto Moravia, Giuseppe Orlandini, Ercole Patti, Guglielmo Santangelo, Ettore Scola et Mario Soldati
- Musique : Piero Umiliani
- Directeur de la photographie : Carlo Carlini
- Montage : Eraldo Da Roma
- Pays de production :  Italie
- Format : Noir et blanc - 2,35:1 - Mono
- Genre : Comédie
- Dates de sortie :
  - Italie : 24 décembre 1962

## Distribution

### Le donne (les femmes)
Réalisation de Sergio Sollima
- Enrico Maria Salerno : l'homme
- Claudia Mori : la fille
- Catherine Spaak : Valeria
- Claudia Mori: Bruna

### L'avaro (l'avare)
Réalisation de Luciano Lucignani
- Vittorio Gassman : l'avocat
- Nadja Tiller : la femme du riche déchu
- Lilla Brignone : Anna
- Adriano Rimoldi : le mari

### L'avventura di un soldato (L’aventure d'un soldat)
Réalisation de Nino Manfredi)
- Nino Manfredi : le soldat
- Fulvia Franco : La veuve

### Il serpente (Le serpent)
Réalisation de Alberto Bonucci
- Bernhard Wicki : Hans
- Lilli Palmer : Hilde Brenner
- Gastone Moschin : Marechal
- Corrado Olmi : Carabinier